# James Montgomery Flagg
James Montgomery Flagg (ur. 1877 w Nowym Jorku, zm. 1960) – amerykański rysownik i ilustrator.

## Życiorys

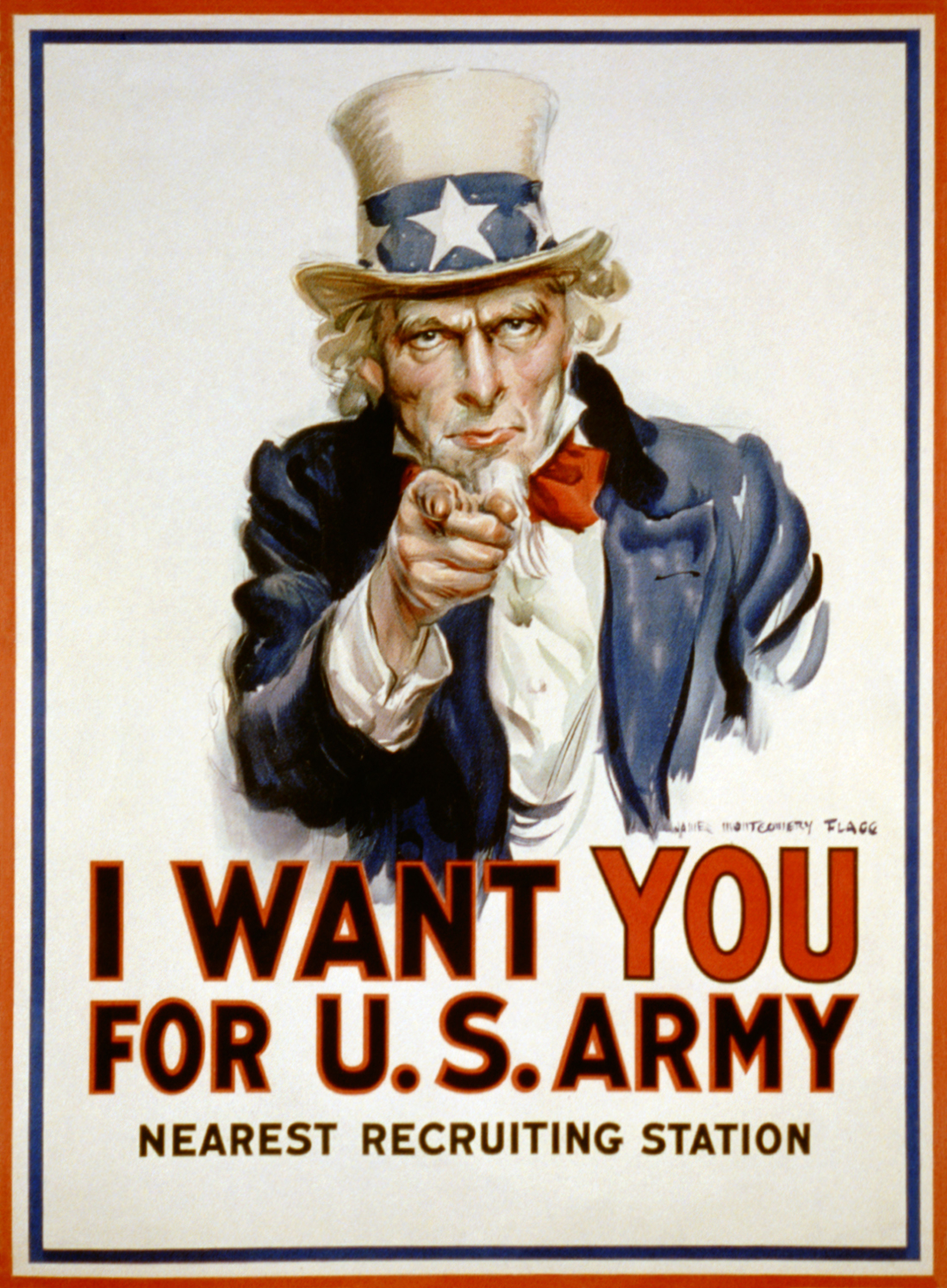
I want you for U.S. Army, najsłynniejszy plakat Flagga

Rysować zaczął w dzieciństwie, a w wieku 12 lat po raz pierwszy jego prace trafiły do prasy. Dwa lata później pracował dla Life, a kolejny rok później był zatrudniony przez The Judge. Studiował w Art Students League of New York (1894-1898). W wieku 20 lat wyjechał pracować do Londynu, następnie przeniósł się do Paryża.
Na początku XX wieku był jednym z czołowych amerykańskich ilustratorów. W 1903 roku zaczął tworzyć portrety gwiazd Hollywood dla magazynu Photoplay. Wśród magazynów, które także publikowały jego rysunki były McClure's Magazine, Collier's Weekly, Ladies' Home Journal, Cosmopolitan, The Saturday Evening Post i Harper's Weekly. Flagg był także ilustratorem licznych książek.
W czasie I wojny światowej stworzył na zlecenie rządu 46 plakatów, w tym słynny plakat z Wujem Samem wzywającym do wstępowania do armii (I want you for U.S. Army). Plakat ten był także używany w okresie II wojny światowej.
James Montgomery Flagg zmarł w 1960 roku.